# Heinrich Strasser
Heinrich Strasser (26 ottobre 1948) è un allenatore di calcio ed ex calciatore austriaco, di ruolo difensore.